# サザーク区
サザーク・ロンドン自治区 (サザーク・ロンドンじちく、英: London Borough of Southwark) は、イングランドのロンドン南部にある、インナー・ロンドンを形成するロンドン自治区の一つで、テムズ川を挟んでシティ・オブ・ロンドン（シティ）の南に隣接する。サザークの名前は9世紀に遡る。現在の自治区は1963年ロンドン政府法の規定に基づき、1965年に設置された :5 。
区域内のサウスバンクにはロンドン・ブリッジ駅があり、ザ・シャードをはじめとする観光地への接続拠点となっている。
本地域にはシェイクスピア演劇のグローブ座が復元されており、国立美術館テート・モダンや帝国戦争博物館のほか、1817年に大衆に開館したイギリス最古の公立ダルウィッチ美術館（ダリッジ・ピクチャー・ギャラリー）などがある。また、帝国戦争博物館の向かい側には聖ジョージ大聖堂が建つ。
テムズ川には1963年に退役したイギリス海軍の巡洋艦ベルファストが係留され、16世紀の海賊ドレークが使ったゴールデン・ハインドの複製もある。テムズ河畔のビルであるバトラーズ・ウォーフ、ヘイズ・ガレリア、あるいはドックランズ界隈には桟橋やドックがあったが、1980年代から一帯の都市再開発が進んだ。

## 地理
西部はランベス区、北部はテムズ川を挟み西から東にシティ・オブ・ロンドンとタワーハムレッツ区、東部はルイシャム区、南部はクリスタル・パレス地区を介して西から東にランベス区やクロイドン区、ブロムリー区と接する、

## 地区

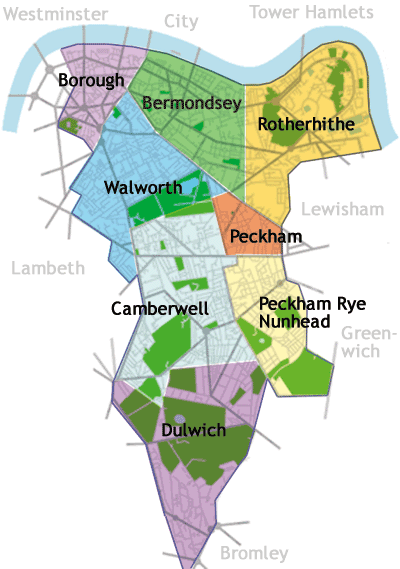
Areas of Southwark
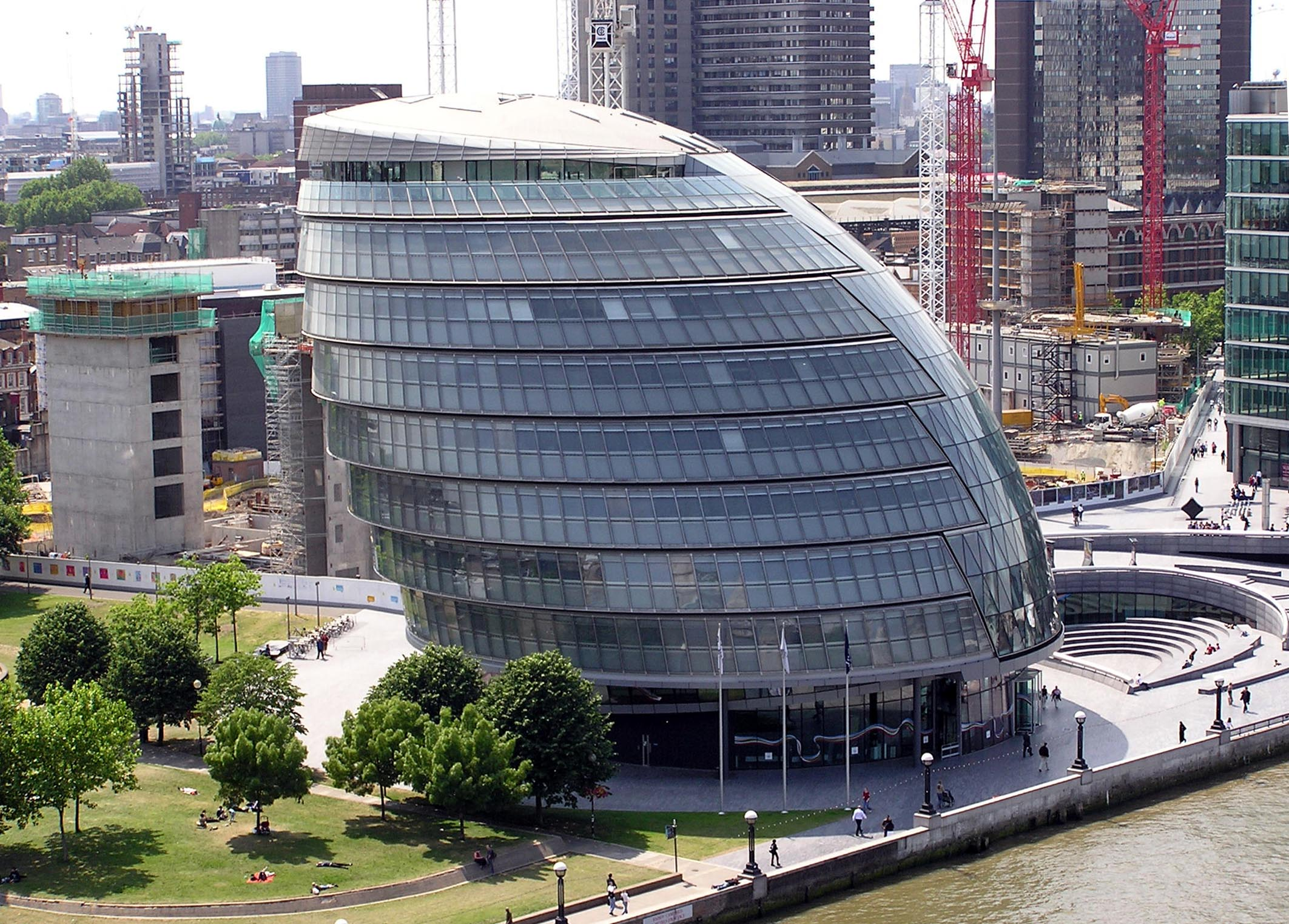
大ロンドン市庁舎
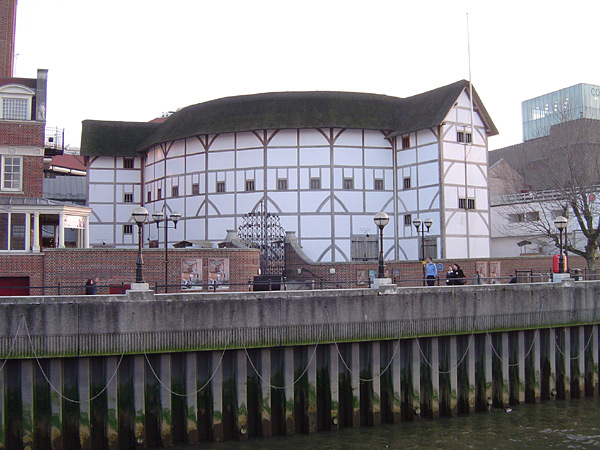
グローブ座を復元したシェイクスピアズ・グローブ
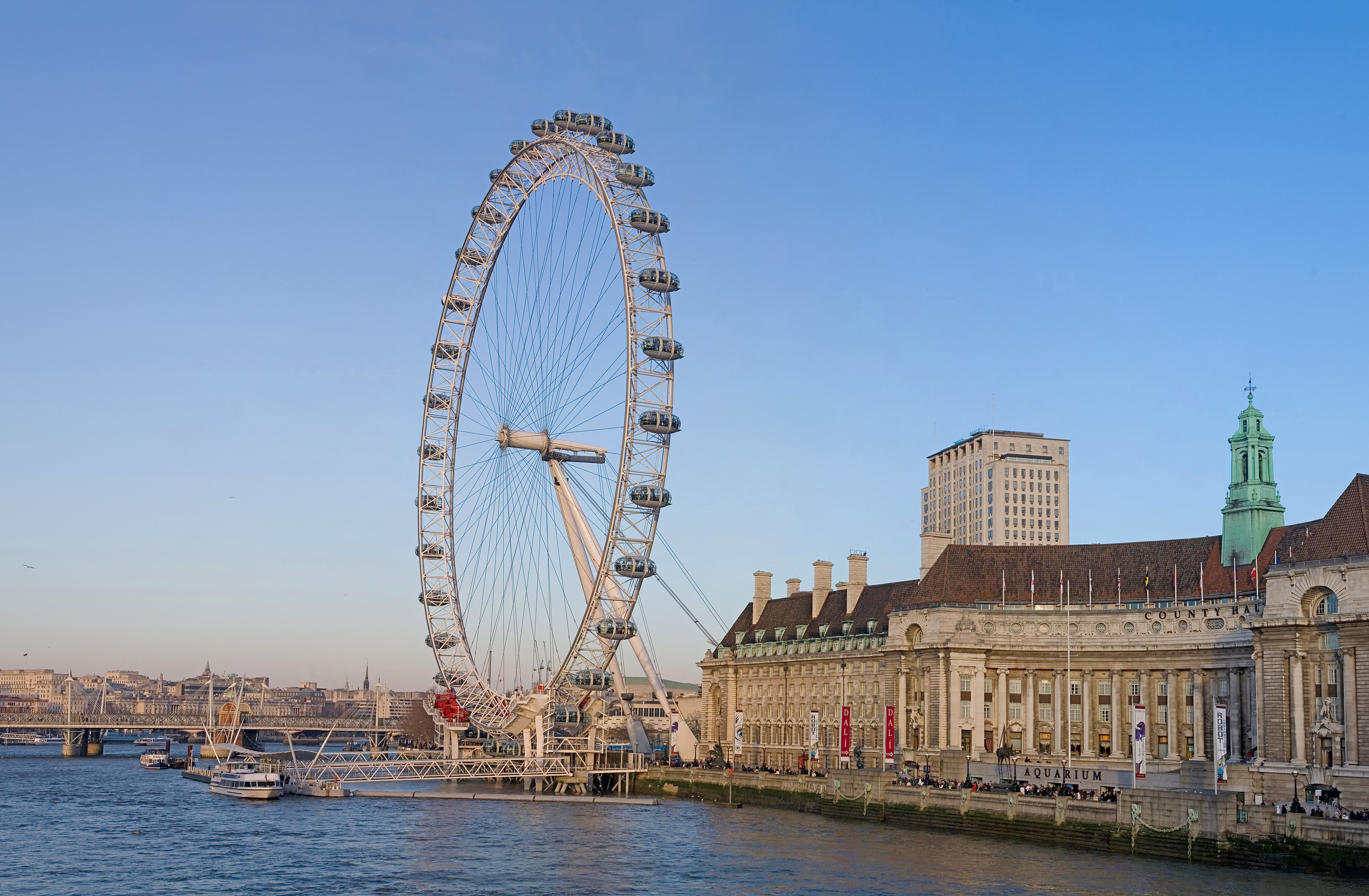
ロンドン・アイ。サウス・バンク地区のランベス区側にある。
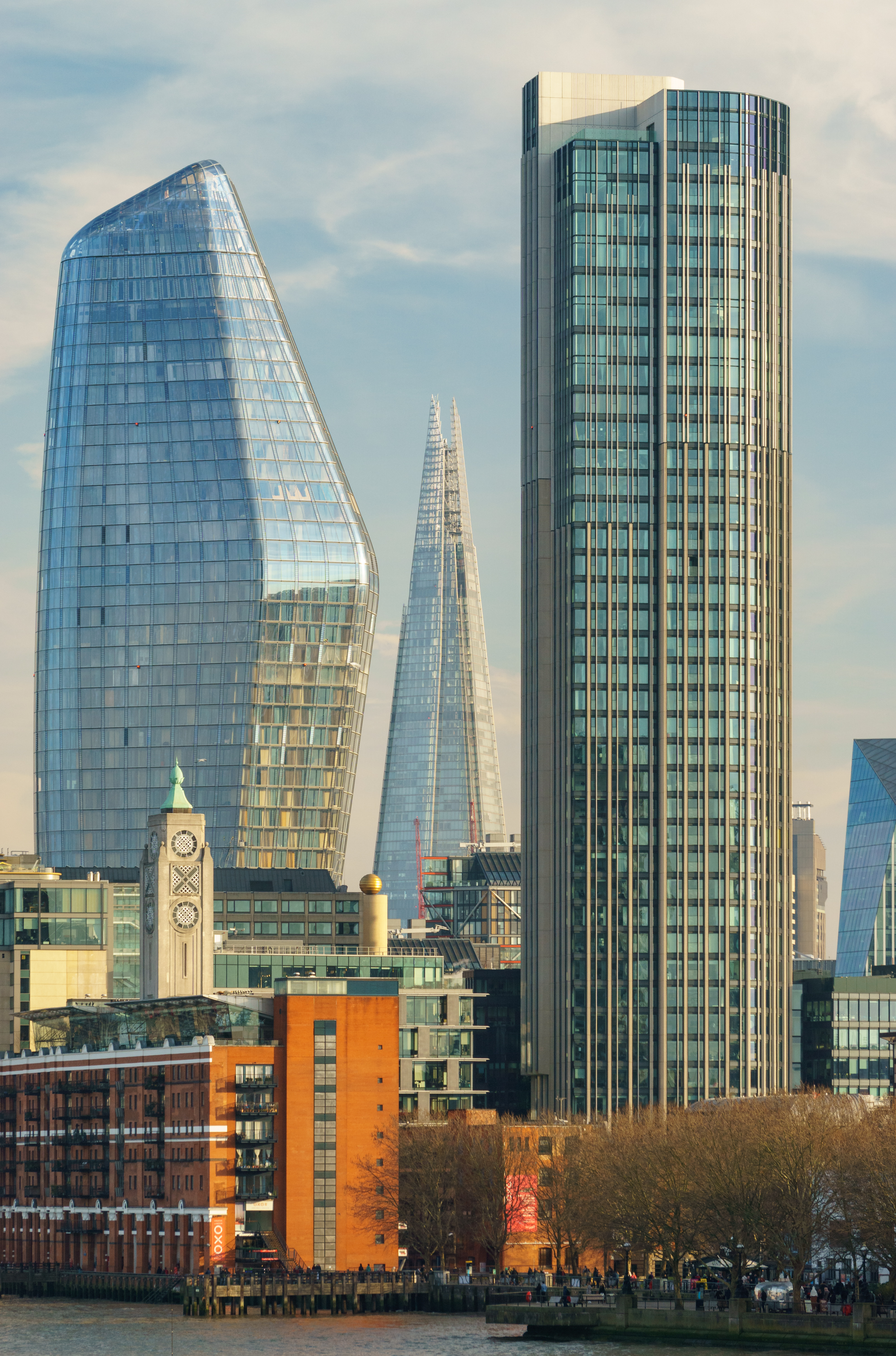
手前背の低い古いビルがOxo Tower、左側がOne Blackfriars, 背景真ん中がイギリス一の高さのThe Shard、右がSouth Bank Tower。Waterloo Bridgeから見る。
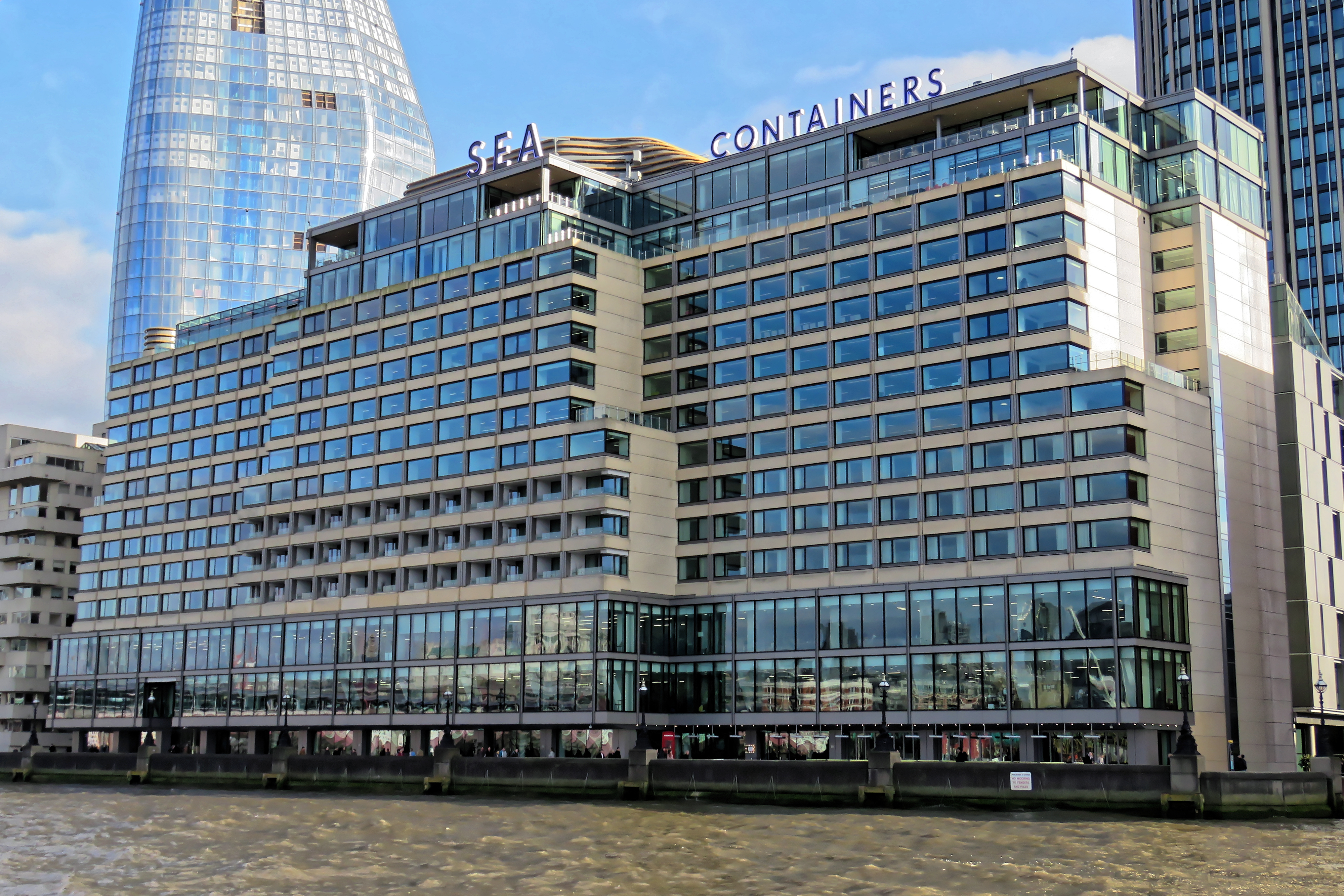
The Sea Containers House on the River Thames, in 2018.
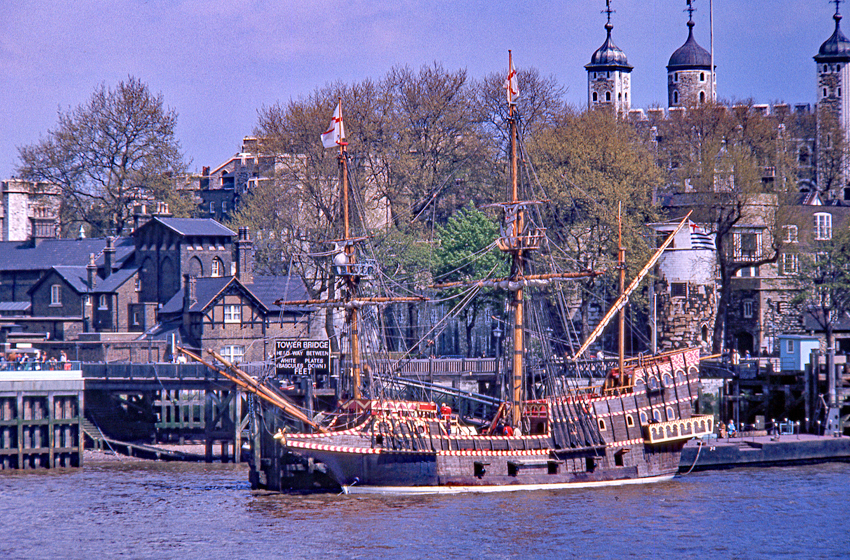
1996年からサウスバンクの東側バンクサイド (Bankside) に係留されている「ゴールデン・ハインド」の1973年製レプリカ (en)。画像は大西洋横断前のロンドン塔岸辺に停泊中の時のもの（1974年5月）。
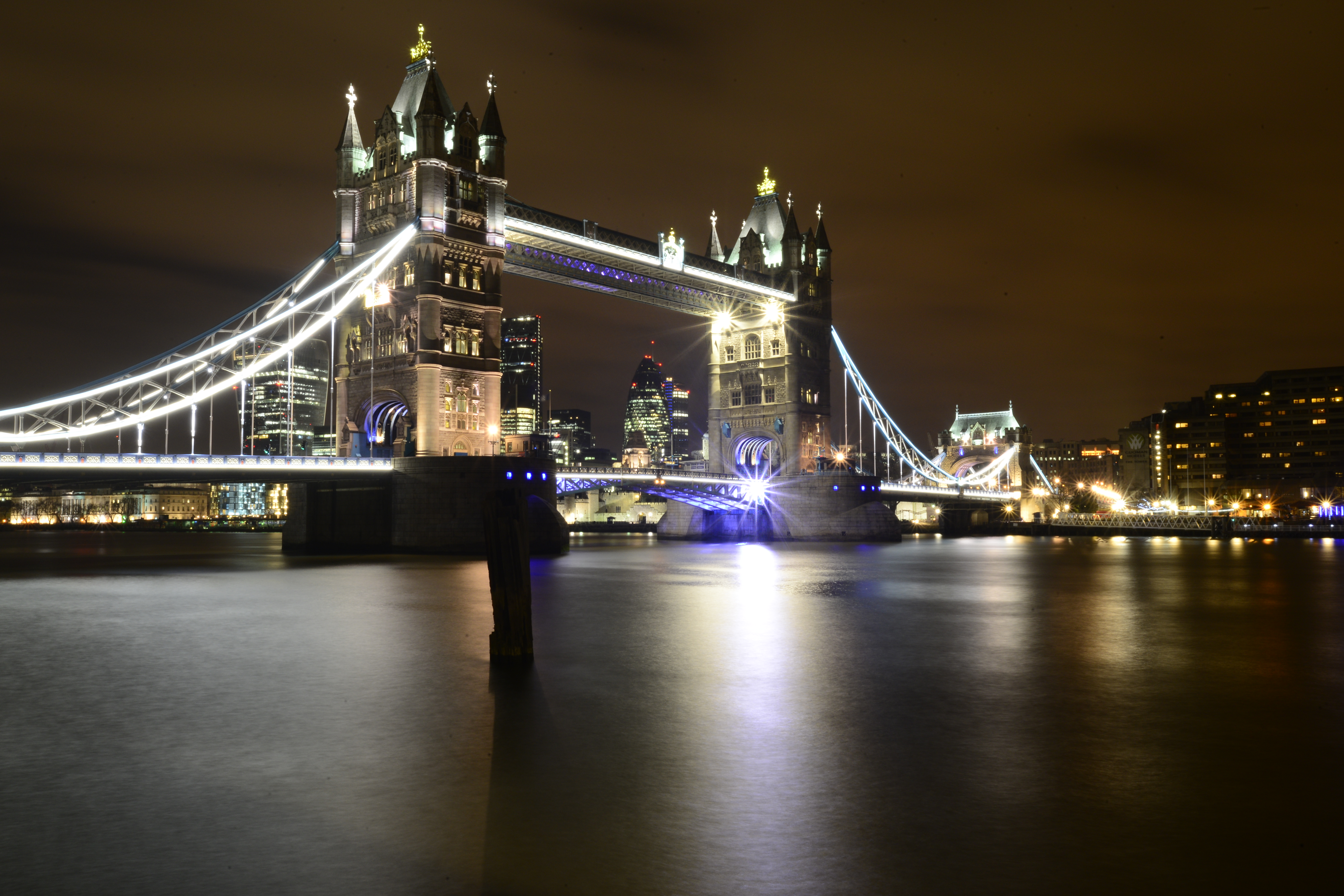
タワー・ブリッジ、2015年3月
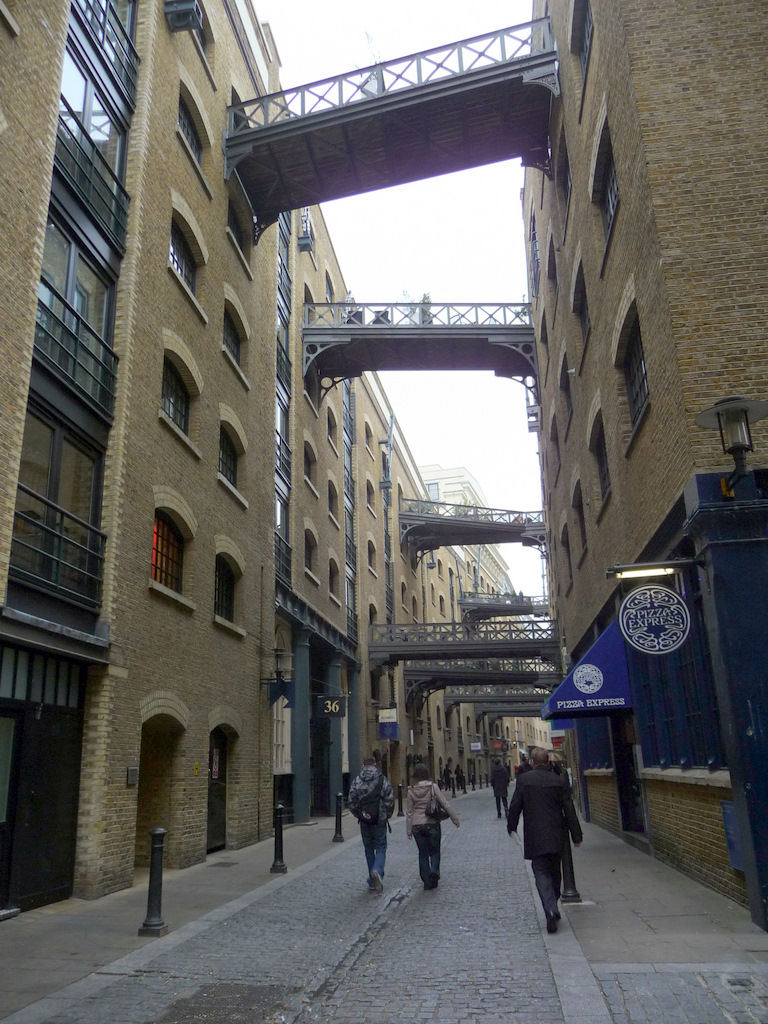
The street Shad Thames, looking east（バトラーズ・ウォーフ）
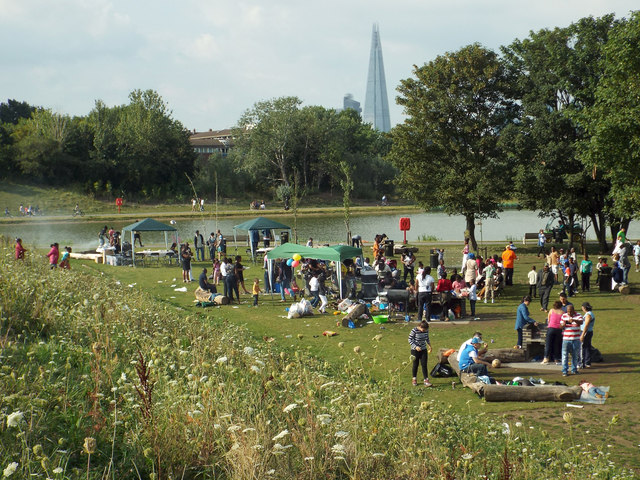
バージェス・パーク (Burgess Park)。背景はザ・シャード (The Shard)
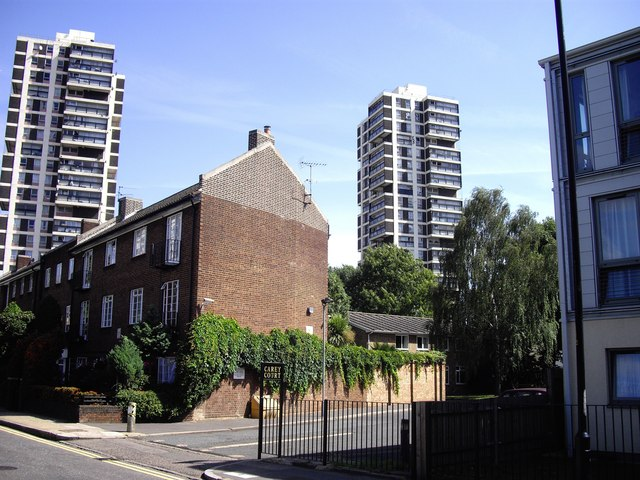
Carey Court at Junction with Wyndham Road, Camberwell.
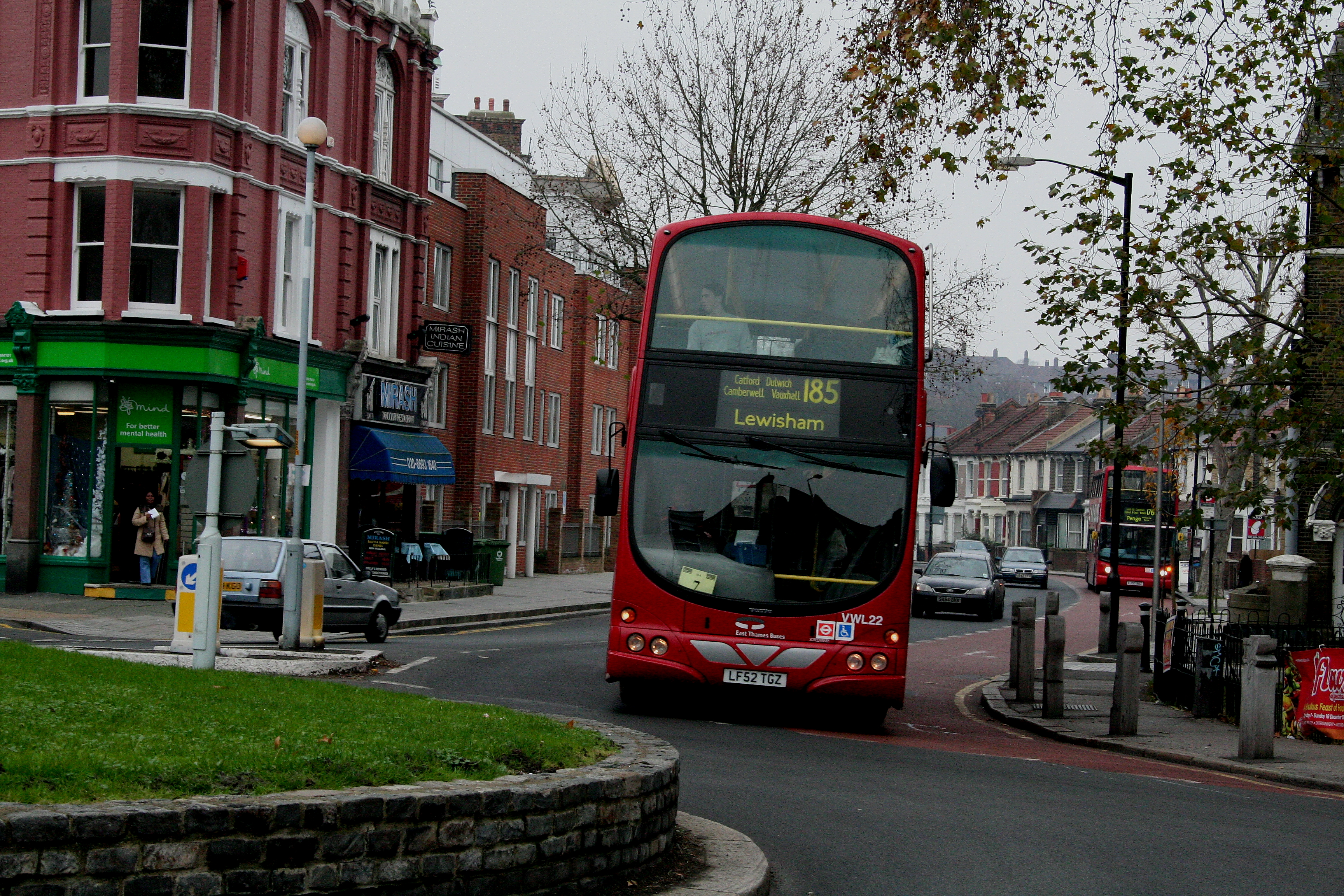
185 bus at East Dulwich, in 2006.

- バンクサイド（Bankside）
- バモンズィー（Bermondsey）
- バラ / サザーク（Borough / Southwark）
- キャンバーウェル（Camberwell）
- クリスタル・パレス（Crystal Palace。区南端にある水晶宮から名づけた明確な境界がない地区。西側でランベス区・クロイドン区、東側でブロムリー区界隈のクリスタル・パレス・パレード (Crystal Palace Parade) 及びルイシャム区界隈のシデナム・ヒル (Sydenham Hill) に跨がる）
- デンマーク・ヒル（Denmark Hill）
- デットフォード（Deptford）
- ダリッジ（Dulwich、あるいはダルウィッチ。一部はランベス区に入る）
- ダリッジ・ヴィレッジ（Dulwich Village）
- イースト・ダリッジ（East Dulwich）
- エレファント・アンド・キャッスル（Elephant and Castle）
- ハーンヌ・ヒル（Herne Hill）
- オナー・オーク（Honor Oak, 一部はルイシャム区に入り、ルイシャム (Lewisham) に包含される）
- ケニントン（Kennington, ほぼランベス区に入る）
- ニューウィントン（Newington）
- ナンヘッド（Nunhead）
- ペッカム（Peckham）
- ペッカム・ライ（Peckham Rye）
- ロザリス（Rotherhithe）
- サリー・キーズ（Surrey Quays）
- ウォルワース（ワルウォース, Walworth）
- ウェスト・ダリッジ（West Dulwich）

## 経済
経済面ではシティのテムズ川対岸にあたるため、プライスウォーターハウス、アーンスト・アンド・ヤングなどの会計監査ファーム、ドバイやシンガポールなどにもあるLawrence Grahamなどのローファーム、Actis Capitalなどの運用会社・投資ファンドが集中している。
同様に新聞メディアでは、タワー・ブリッジの上流西隣ロンドン・ブリッジ界隈にあるThe News Building に、News UK傘下各紙（タイムズ、サンデー・タイムズ、 タブロイド紙のザ・サン）のほか、米ダウ・ジョーンズ、及び同ダウ傘下の米ウォール・ストリート・ジャーナルなどが入居している。
さらに、Wireless Group傘下のラジオ各局（Talksport、Times Radio、Virgin Radio UK）、出版社ハーパー・コリンズなども入居しているが、以上挙げた各社とも全てルパード・マードック率いる米ニューズ・コープ傘下になる。
また、フィナンシャル・タイムズ本社がサザーク・ブリッジ界隈 2 Southwark Bridge Road にあったが、2019年に1980年代まで入居していたシティのBracken House に戻った。
サウス・バンク地区には、2018年に入り世界最大の広告代理店グループWPPグループの主要本社機能がメイフェアから the Sea Containers House に移転し、また、ハーグとロンドンに二本社体制を敷いていたセブン・シスターズ（石油メジャー）のロイヤル・ダッチ・シェルは、行政区域は西側隣接ランベス区内になるが、サウス・バンクのロンドン・アイに接したシェル・センター (Shell Centre) に本社機能を集約させている。

## 教育

### 大学等
ロンドンサウスバンク大学の学生数は2万3千人になる。ロンドン芸術大学は二つのカレッジを置く。また、欧州一と言われる医療大学のキングス・カレッジ・ロンドンは近隣ガイズ病院などと統括教育を行っている。

### 初等学校・中等学校・特別支援学校
イギリス一の規模になるパブリック・スクールのダリッジ・カレッジが同地にある。

### 図書館
フェミニスト図書館がペッカムのソジャーナ・トゥルース・コミュニティ・センターに入っている。

## 交通
- ロンドン・ブリッジ駅（至近隣駅ブラックフライアーズ駅）
- サザーク駅
- エレファント&キャッスル駅
- デンマーク・ヒル駅
- ハーンヌ・ヒル駅

## 関係者

### 出身者
- ロバート・ブラウニング（詩人）
- アルフレッド・マーシャル（経済学者）
- イーニッド・ブライトン（女性児童文学作家） - 1897年、イースト・ダリッジ (East Dulwich) 生まれ。ロンドンのハムステッドで死去。
- チャールズ・チャップリン（男優・コメディアン） - 1889年、現サザーク区内ウォルワース (Walworth) 生まれ、隣接する現ランベス区内ケニントン育ち[4] （en:Kennington#Notable people参照）。
- クロード・レインズ（男優） - 1889年、スラム街だった現ランベス区内クラパム (Clapham) 生まれ、キャンバーウェル (Camberwell) 界隈育ち。
- レスリー・ハワード（男優） - 区南端クリスタル・パレス界隈のアッパー・ノーウッド (45 Farquhar Road, Upper Norwood) 育ち。同地にブルー・プラークが掲げられている。
- ガートルード・ローレンス（女優・ダンサー）
- マイケル・ケイン（男優） - ロザリス生まれ、キャンバーウェル育ち。第二次大戦中はロンドン北東160km先にあるノーフォークの村ノース・ランクトン（en）に疎開。
- カミラ王妃 - キャンバーウェル (Camberwell) 地区デンマーク・ヒル (Denmark Hill) にあるキングス・カレッジ・ロンドン デンマーク・ヒルキャンパス病院 (King's College Hospital) にて出生。境界上ランベス区内にある。
- ステラ・マッカートニー（ファッションデザイナー、ポール・マッカートニーの娘） - キングス・カレッジ・ロンドン デンマーク・ヒルキャンパス病院にて出生。
- フローレンス・ウェルチ（ミュージシャン）

### 居住その他ゆかりある人物
- ジョン・ラスキン（1819-1900, ヴィクトリア朝期の美術評論家、水彩画家） - カムデン区内生まれ。キャンバーウェル (en:Camberwell#Culture参照) に長年居住。